# Neoncylocotis
Neoncylocotis is een geslacht van wantsen uit de familie van de Enicocephalidae. Het geslacht werd voor het eerst wetenschappelijk beschreven door Wygodzinsky & Schmidt in 1991.

## Soorten
Het genus bevat de volgende soorten:

- Neoncylocotis albovenosus Wygodzinsky & Schmidt, 1991
- Neoncylocotis alvarengai Wygodzinsky & Schmidt, 1991
- Neoncylocotis annulipes (Champion, 1898)
- Neoncylocotis clavisetosus Wygodzinsky & Schmidt, 1991
- Neoncylocotis concolor (Champion, 1898)
- Neoncylocotis kotejai Stys & Banar, 2006
- Neoncylocotis meridionalis Wygodzinsky & Schmidt, 1991
- Neoncylocotis mexicanus (Kritsky, 1978)
- Neoncylocotis montanus Wygodzinsky & Schmidt, 1991
- Neoncylocotis pisinnus Wygodzinsky & Schmidt, 1991
- Neoncylocotis rhyparus (Stål, 1860)
- Neoncylocotis rubripes Wygodzinsky & Schmidt, 1991
- Neoncylocotis slateri Wygodzinsky & Schmidt, 1991
- Neoncylocotis stannardi (Kritsky, 1978)
- Neoncylocotis weyrauchi Wygodzinsky & Schmidt, 1991